# Distretto di Honghuagang
Il distretto di Honghuagang (红花岗区S, Hónghuāgǎng QūP) è un distretto della Cina, situato nella provincia del Guizhou e amministrato dalla prefettura di Zunyi.